# Суккоташ
Суккоташ (от наррагансеттского msíckquatash — «варёное зерно кукурузы») — блюдо американской кухни, изготовляемое из кукурузы и фасоли или других бобовых. В блюдо могут быть добавлены другие ингредиенты, помидоры, зелёный или красный сладкий перец. Из-за относительно недорогих и легко доступных ингредиентов, блюдо было популярно во времена Великой депрессии в США.

## История
Это рагу или стью было представлено колонистам в XVII веке коренными американцами. Состоящее из ингредиентов, неизвестных в Европе в то время, оно постепенно стал стандартным блюдом в кухне Новой Англии.
Суккоташ является традиционным блюдом на празднование Дня благодарения в Новой Англии, Пенсильвании и других штатах. В некоторых частях американского Юга, любая смесь овощей, приготовленных с фасолью и добавлением смальца или сливочного масла называется суккоташ.